# Ацинанана
Атсинанана (на френски: Atsinanana) е един от двадесет и двата региона на Мадагаскар.
- Столица: Тоамасина
- Площ: 21 934 км²
- Население (по преброяване през май 2018 г.): 1 484 403 души
- Гъстота на населението: 67,68 души/км²[1]

Регион Атсинанана е разположен в провинция Тоамасина, в източната част на страната и има излаз на Индийския океан. Разделен е на 7 района.